# Thelma White
Thelma White (* 4. Dezember 1910 in Lincoln, Nebraska als Thelma Wolpa; † 11. Januar 2005 in Woodland Hills, Kalifornien) war eine US-amerikanische Schauspielerin.

## Leben
Thelma White war Tochter von Schaustellern und stand bereits im Alter von zwei Jahren mit ihren Eltern auf der Bühne. Mit zehn Jahren begann sie zu singen.
Bedingt durch die künstlerische Umgebung in ihrem Elternhaus arbeitete Thelma White früh in Vaudevilleaufführungen, um wenig später ihr Broadwaydebüt zu geben.
Bevor sie 1928 beim Studio RKO unter Vertrag genommen wurde, verdiente sie sich ihren Lebensunterhalt unter anderem mit Radiosendungen sowie bei den Ziegfeld Follies. Die junge Frau arbeitete mit einigen der größten Komikern ihrer Zeit zusammen, wie Edgar Kennedy, Milton Berle oder Jack Benny.
1935 war sie an der Seite von Richard Talmadge in dem Krimi Never Too Late zu sehen.
Zwei Jahre später wurde sie von ihrem Studio in dem Anti-Drogen-Film Tell Your Children eingesetzt, der 1972 wiederentdeckt und unter dem Titel Reefer Madness zum Kultfilm wurde.
Trotz der schlechten Kritiken bei der Erstveröffentlichung wurde die Rolle der Femme fatale, die Jugendliche zum Drogenkonsum verführt und sich schließlich das Leben nimmt, eine ihrer bekanntesten. Die Schauspielerin war über die Reduzierung ihrer Karriere auf diesen Film nie besonders glücklich.
Wie viele Stars beteiligte sich auch Thelma White während des Zweiten Weltkriegs an der Unterhaltung von Truppen in Europa. Dabei erkrankte sie an einer Form von Kinderlähmung und konnte erst nach einigen Jahren wieder in Filmen auftreten. Nach dem Film Mary Lou im Jahr 1948 beendete sie ihre Schauspielkarriere.
White blieb der Unterhaltungsindustrie jedoch treu und vertrat in den folgenden Jahren viele aufstrebende Hollywoodstars als Agentin. Zu ihren Klienten zählten unter anderem Debbie Reynolds, Robert Blake und James Coburn. Daneben war sie gelegentlich auch als Produzentin von Filmen und Fernsehsendungen tätig.
White war drei Mal verheiratet. In den 1930er Jahren war sie mit ihrem Kollegen Claude Stroude zusammen. Nach der Scheidung heiratete sie erneut einen Schauspieler, doch auch die Ehe mit Max Hoffman jr. endete 1957 mit einer Scheidung. Im gleichen Jahr heiratete sie zum dritten Mal. Die Ehe mit dem Kostümbildner Maurice Millard hielt bis zu seinem Tod im Mai 1999.
Thelma White starb im Alter von 94 Jahren im Motion Picture and Television Hospital in Woodland Hills.

## Filme (Auswahl)
- 1930: Ride ’em Cowboy
- 1933: Hey, Nanny Nanny
- 1937: Reefer Madness
- 1943: Pretty Dolly
- 1948: Mary Lou